# Liste de ponts du Portugal
Cette liste de ponts du Portugal a pour vocation de présenter une liste de ponts remarquables du Portugal, tant par leurs caractéristiques dimensionnelles, que par leur intérêt architectural ou historique.

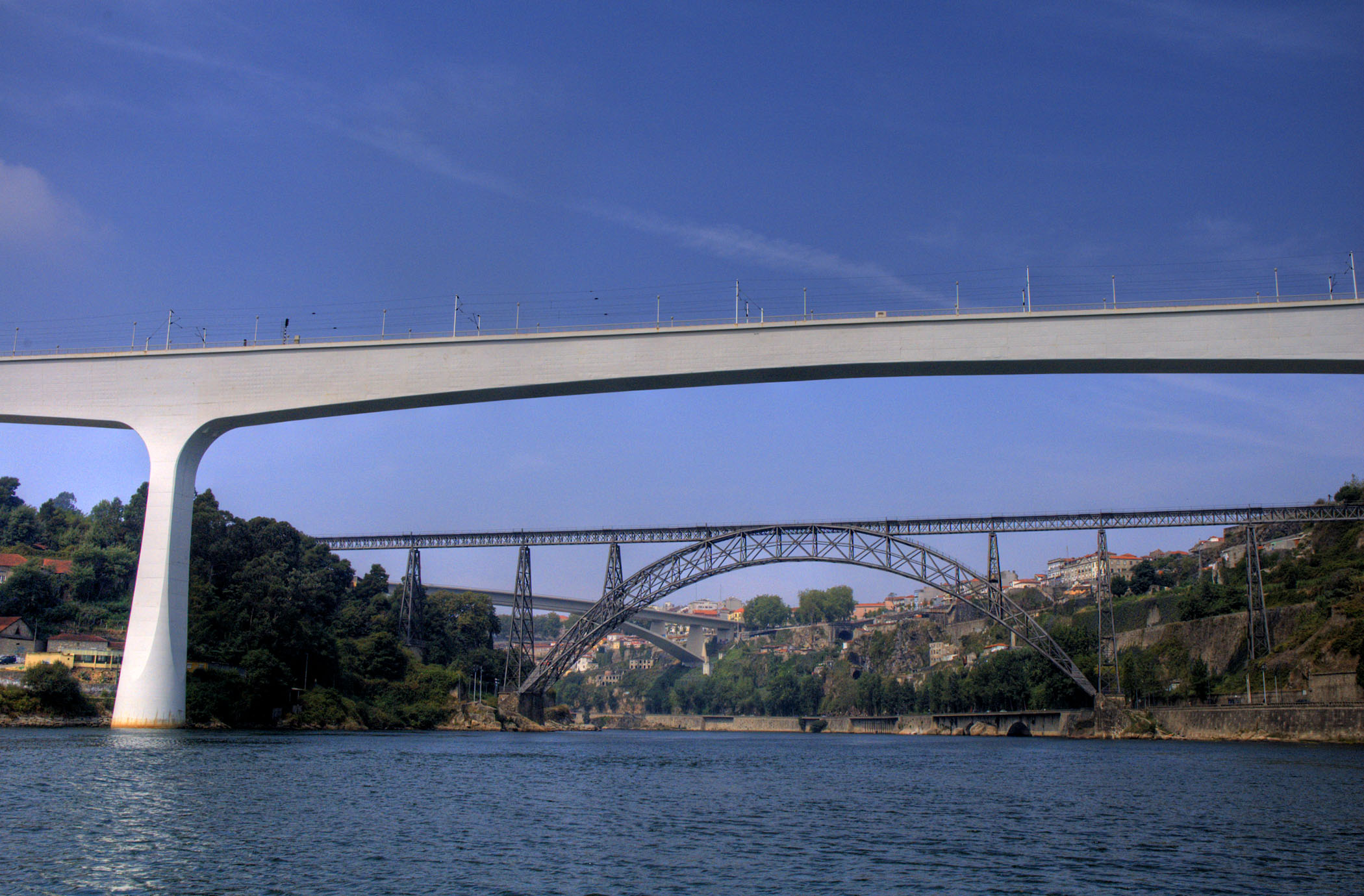
Les ponts de Porto

Elle est présentée sous forme de tableaux récapitulant les caractéristiques des différents ouvrages, et peut être triée selon les diverses entrées pour voir un type de pont particulier ou les ouvrages les plus récents par exemple. La seconde colonne donne la classification de l'ouvrage parmi ceux présentés, les colonnes Portée et Long. (longueur) sont exprimées en mètres. Date indique la date de mise en service du pont.

## Ponts présentant un intérêt historique
|                                          |    | Nom                            | Distinction                                                                                            | Long. | Type                                                                               | Voie portée Voie franchie                             | Date        | Localisation                                          | District                | Ref.     |
| ---------------------------------------- | -- | ------------------------------ | --- | ----- | ---------------------------------------------------------------------------------- | ----------------------------------------------------- | ----------- | ----------------------------------------------------- | ----------------------- | -------- |
| Ponte de Vila Formosa                    | 1  | Pont de Vila Formosa           | Classé Monument National                                                                               | 116   | Maçonnerie 8 arches plein cintre                                                   | Ribeira de Seda                                       | Ier siècle  | Vila Formosa 39° 12′ 57,8″ N, 7° 47′ 05,7″ O          | Portalegre              | [ I 1 ]  |
| Ponte Romana de Chaves, Ponte de Trajano | 2  | Pont romain de Chaves          | Classé Monument National                                                                               | 140   | Maçonnerie 12 arches plein cintre                                                  | R. Cândido Sotto Mayor Tâmega                         | IIe siècle  | Chaves 41° 44′ 17,4″ N, 7° 28′ 01″ O                  | Vila Real               | ,        |
| Ponte de Ponte de Lima                   | 3  | Pont de Ponte de Lima          | |       | Maçonnerie 16 arches ogivales                                                      | Lima                                                  | 1125        | Ponte de Lima 41° 46′ 09,1″ N, 8° 35′ 11,4″ O         | Viana do Castelo        | [ M 2 ]  |
| Ponte de Barcelos                        | 4  | Pont de Barcelos               | |       | Maçonnerie 5 arches                                                                | N306 Rio Cávado                                       | 1328        | Barcelos 41° 31′ 38,5″ N, 8° 37′ 20,6″ O              | Braga                   |          |
| Ponte de Silves                          | 5  | Pont de Silves                 | |       | Maçonnerie 5 arches plein cintre                                                   | Arade                                                 | XVe siècle  | Silves 37° 11′ 12,4″ N, 8° 26′ 17,9″ O                | Faro                    |          |
| Ponte de Sequeiros                       | 6  | Pont Sequeiros                 | Classé Bien d'Intérêt Public                                                                           |       | Maçonnerie 3 arches plein cintre                                                   | Rio Coa                                               | XVe siècle  | Vale Longo 40° 28′ 38″ N, 7° 00′ 09,1″ O              | Guarda                  | ,        |
| Aqueduto da Água de Prata                | 7  | Aqueduc d'Agua da Prata        | Classé Monument National · Centre historique d'Évora · Patrimoine mondial (1986)                       |       | Maçonnerie Aqueduc                                                                 | Aqueduc d'Agua da Prata                               | 1537        | Évora 38° 34′ 34,6″ N, 7° 54′ 47,5″ O                 | Évora                   | ,        |
| Aqueduto de São Sebastião                | 8  | Aqueduc de São Sebastião       | Classé Monument National                                                                               |       | Maçonnerie Aqueduc                                                                 | Aqueduc de São Sebastião                              | 1568        | Coimbra 40° 12′ 25,4″ N, 8° 25′ 18,4″ O               | Coimbra                 | [ I 5 ]  |
| Aqueduto de Óbidos                       | 9  | Aqueduc d'Uusseira             | Classé Bien d'Intérêt Public                                                                           |       | Maçonnerie Aqueduc                                                                 | Aqueduc d'Uusseira                                    | 1575        | Óbidos 39° 21′ 23,2″ N, 9° 09′ 23,4″ O                | Leiria                  | [ I 6 ]  |
| Aqueduto dos Pegões                      | 10 | Aqueduc des Pegões             | Classé Monument National · Alimente en eau le couvent de l'Ordre du Christ · Patrimoine mondial (1983) |       | Maçonnerie 2 niveaux (16 arches ogivales et 58 arches plein cintre) Aqueduc (6 km) | Aqueduc des Pegões                                    | 1614        | Tomar 39° 36′ 30,9″ N, 8° 26′ 25,8″ O                 | Santarém Castelo Branco | ,        |
| Aqueduto da Amoreira                     | 11 | Aqueduc d'Amoreira             | Classé Monument National                                                                               |       | Maçonnerie 4 niveaux (843 arches plein cintre) Aqueduc (8,5 km)                    | Aqueduc d'Amoreira                                    | 1622        | Elvas 38° 52′ 40,8″ N, 7° 10′ 19,9″ O                 | Portalegre              | [ I 8 ]  |
| Ponte antiga sobre o Rio Gilão           | 12 | Vieux pont du rio Gilão        | Classé Bien d'Intérêt Public                                                                           | 87    | Maçonnerie 7 arches (3 plein cintre, 2 ogivales, 2 segmentaires)                   | Rio Séqua                                             | IIIe siècle | Tavira 37° 07′ 36,9″ N, 7° 38′ 59,4″ O                | Faro                    | ,        |
| Aqueduto de Serpa                        | 13 | Aqueduc de Serpa               | |       | Maçonnerie Arches plein cintre, brique Aqueduc                                     | Aqueduc de Serpa                                      | 1690        | Serpa 37° 56′ 36,8″ N, 7° 35′ 59″ O                   | Beja                    |          |
| Aqueduto de Santa Clara                  | 14 | Aqueduc de Santa Clara         | Classé Monument National                                                                               |       | Maçonnerie Arches plein cintre (999 à l'origine) Aqueduc                           | Aqueduc de Santa Clara                                | 1714        | Vila do Conde - Terroso 41° 21′ 12,4″ N, 8° 44′ 22″ O | Porto                   | [ I 10 ] |
| Aqueduto das Águas Livres                | 15 | Aqueduc des Eaux Libres        | Classé Monument National                                                                               | 941   | Maçonnerie 127 arches ogivales Aqueduc (18 km)                                     | Aqueduc des Eaux Libres Vallée de l'Alcantara         | 1748        | Lisbonne 38° 43′ 47,7″ N, 9° 10′ 14,1″ O              | Lisbonne                | [ I 11 ] |
| Ponte Eiffel                             | 16 | Pont Eiffel (Viana do Castelo) | Réalisé par la société Eiffel                                                                          | 562   | Treillis Acier à deux niveaux                                                      | Av. Paulo VI N13 Lima                                 | 1878        | Viana do Castelo 41° 41′ 33,8″ N, 8° 49′ 05,7″ O      | Viana do Castelo        |          |
| Ponte do Poço de Santiago                | 17 | Pont de Poço de Santiago       | Réalisé par François Mercier Portée : 53 mètres Hauteur : 28,5 mètres                                  | 165   | Maçonnerie 1 arche principale plein cintre, 12 arches secondaires                  | Ligne du Val de Vouga Rio Vouga                       | 1913        | Pessegueiro do Vouga 40° 41′ 57,7″ N, 8° 22′ 31,7″ O  | Aveiro                  | [ 4 ]    |
| Ponte Pedonal Circular (Aveiro)          | 18 | Passerelle circulaire d'Aveiro | |       | Haubané Monopylône, tablier circulaire, pylône incliné acier                       | Pont piétonnier Canal dos Botirões Canal de São Roque |             | Aveiro 40° 38′ 38,7″ N, 8° 39′ 23,1″ O                | Aveiro                  |          |

## Grands ponts
Ce tableau présente les ouvrages ayant des portées supérieures à 100 m (liste non exhaustive).
|                                        |    | Nom                                  | Portée   | Long. | Type                                                                             | Voie portée Voie franchie                                         | Date | Localisation                                                     | District                | Ref.   |
| -------------------------------------- | -- | ------------------------------------ | -------- | ----- | -------------------------------------------------------------------------------- | ----------------------------------------------------------------- | ---- | ---------------------------------------------------------------- | ----------------------- | ------ |
| Ponte 25 de Abril                      | 1  | Pont du 25 Avril                     | 1013     | 3173  | Suspendu Tablier treillis acier à 2 niveaux, pylônes acier 100x2+483+1013+483+99 | A2 Autoestrada Estrada europeia 1 IP7 Tage                        | 1966 | Lisbonne - Almada 38° 41′ 23,5″ N, 9° 10′ 37,8″ O                | Lisbonne Setúbal        | ,      |
|                                        | 2  | Troisième pont sur le Tage en projet | 540      | 10000 | Haubané Tablier treillis acier à 2 niveaux, pylônes béton                        | 4 voies routières 4 voies ferroviaires Tage                       |      | Lisbonne - Barreiro 38° 41′ 00″ N, 9° 05′ 00″ O                  | Lisbonne Setúbal        | [ 6 ]  |
| Ponte Vasco da Gama                    | 3  | Pont Vasco da Gama                   | 420      | 12162 | Haubané Tablier mixte acier/béton, pylônes béton 62+71+72+420+72+71+62           | A12 Autoestrada Estrada europeia 90 IP1 Tage                      | 1998 | Lisbonne - Montijo 38° 47′ 09″ N, 9° 05′ 17,1″ O                 | Lisbonne Setúbal        | ,      |
| Ponte Internacional do Guadiana        | 4  | Pont international sur le Guadiana   | 324      | 666   | Haubané Tablier caisson béton, pylônes béton 135+324+135                         | A22 Autoestrada Estrada europeia 1 IP1 Guadiana                   | 1991 | Castro Marim - Ayamonte 37° 14′ 15,3″ N, 7° 25′ 12,9″ O          | Faro Espagne            |        |
| Viaduto do Corgo                       | 5  | Viaduc de Corgo                      | 300      | 2796  | Haubané Tablier caisson béton, piles et pylônes béton 60+126+300+126+60          | A4 Autoestrada Rio Corgo                                          | 2013 | Vila Real 41° 16′ 41,6″ N, 7° 45′ 02,7″ O                        | Vila Real               | [ 9 ]  |
| Ponte Infante Dom Henrique             | 6  | Pont Infante D. Henrique             | 280      | 371   | Arc Béton, tablier porté                                                         | R. de Alexandre Herculano R. das Fontainhas Av. Dom João II Douro | 2002 | Porto - Vila Nova de Gaia 41° 08′ 28,4″ N, 8° 36′ 05,7″ O        | Porto                   |        |
| Ponte da Arrábida                      | 7  | Pont Arrábida                        | 270      | 493   | Arc Béton, tablier porté                                                         | A1 Autoestrada A28 Autoestrada IC1 - IC23 Douro                   | 1963 | Porto - Vila Nova de Gaia 41° 08′ 50,9″ N, 8° 38′ 25,1″ O        | Porto                   |        |
| Ponte Nova Portimão                    | 8  | Pont de Portimão                     | 256      | 842   | Haubané Tablier caisson béton, pylônes béton 107+256+107                         | Estr. IC4 R125 - N125 Rio Arade                                   | 1991 | Portimão 37° 09′ 05,1″ N, 8° 30′ 23,6″ O                         | Faro                    |        |
| Ponte de São João                      | 9  | Pont São João                        | 250      | 1029  | Poutre-caisson Béton précontraint 60x5+125+250+125+60x2                          | Linha do Norte Douro                                              | 1991 | Porto - Vila Nova de Gaia 41° 08′ 20,3″ N, 8° 35′ 43,3″ O        | Porto                   |        |
| Ponte Salgueiro Maia                   | 10 | Pont de Santarém                     | 246      | 4308  | Haubané Tablier caisson béton, piles béton                                       | A15 Autoestrada IC10 Tage                                         | 2000 | Santarém 39° 12′ 04,5″ N, 8° 40′ 50,2″ O                         | Santarém                |        |
| Ponte Edgar Cardoso                    | 11 | Pont Edgar Cardoso                   | 225      | 1421  | Haubané Tablier mixte acier/béton, pylônes béton 90+225+90                       | N109 Mondego                                                      | 1982 | Figueira da Foz 40° 08′ 42,2″ N, 8° 50′ 30,6″ O                  | Coimbra                 | [ 10 ] |
|                                        | 12 | Pont du rio Zêzere                   | 224      | 245   | Arc Béton, tablier porté                                                         | N348 Zêzere                                                       | 1993 | Ferreira do Zêzere - Vila de Rei 39° 41′ 49,6″ N, 8° 13′ 47,1″ O | Santarém Castelo Branco | [ 11 ] |
| Ponte Rainha Santa Isabel              | 13 | Pont Rainha Santa Isabel             | 186      | 329   | Haubané Monopylône, tablier caisson béton, pylônes béton                         | R. Rainha Santa Isabel Mondego                                    | 2003 | Coimbra 40° 11′ 33,8″ N, 8° 25′ 26″ O                            | Coimbra                 |        |
|                                        | 14 | Pont Despe-te que suas               | 185      |       | Poutre-caisson Béton précontraint                                                |                                                                   | 2011 | Nordeste (São Miguel) 37° 50′ 40,7″ N, 25° 13′ 26,6″ O           | Açores                  |        |
| Ponte Pedrógão Grande                  | 15 | Ponte Pedrógão Grande                | 180      | 480   | Poutre-caisson Béton précontraint 40+110+180+110+40                              | IC8 Zêzere                                                        | 1995 | Pedrógão Grande 39° 54′ 16,6″ N, 8° 08′ 21,5″ O                  | Leiria                  |        |
|                                        | 16 | Pont Miguel Torga                    | 180      | 900   | Poutre-caisson Béton précontraint 60+80+100+140+180+108                          | A24 Autoestrada Estrada europeia 801 IP3 Douro                    | 1997 | Peso da Régua 41° 09′ 09,3″ N, 7° 46′ 37,4″ O                    | Vila Real               |        |
|                                        | 17 | Pont Dom-Luís                        | 172      | 385   | Arc Fer forgé, tablier porté et suspendu                                         | Linha D (Métro de Porto) Douro                                    | 1886 | Porto - Vila Nova de Gaia 41° 08′ 23,8″ N, 8° 36′ 33,9″ O        | Porto                   |        |
|                                        | 18 | Pont Maria Pia                       | 160      | 563   | Arc Fer forgé, tablier porté                                                     | Hors service Ligne Lisbonne - Porto Douro                         | 1877 | Porto - Vila Nova de Gaia 41° 08′ 23,4″ N, 8° 35′ 49,2″ O        | Porto                   |        |
| Variante de Alcácer                    | 19 | Pont ferroviaire sur le Sado         | 160 (x3) | 2735  | Arc Acier, tablier suspendu                                                      | Sado                                                              | 2010 | Alcácer do Sal 38° 24′ 28,1″ N, 8° 36′ 02,1″ O                   | Setúbal                 |        |
| Ponte do Freixo                        | 20 | Pont du Freixo                       | 150      |       | Poutre-caisson Béton précontraint 115+150+115                                    | A20 Autoestrada Estrada europeia 1 IP1 Douro                      |      | Porto - Vila Nova de Gaia 41° 08′ 32,4″ N, 8° 34′ 51,4″ O        | Porto                   |        |
|                                        | 21 | Viaduc de Corgo (A24)                | 145 (x3) | 625   | Poutre-caisson Béton précontraint 95+145x3+95                                    | A24 Autoestrada Estrada europeia 801 IP3 Rio Corgo                | 2004 | Peso da Régua 41° 10′ 25,4″ N, 7° 45′ 58,9″ O                    | Vila Real               |        |
|                                        | 22 | Pont de Lezíria                      | 133      | 11670 | Pont en béton précontraint                                                       | A10 Autoestrada IC11 Rio Sorraia                                  | 2007 | Carregado 39° 00′ 45,8″ N, 8° 56′ 03,8″ O                        | Santarém Castelo Branco |        |
|                                        | 23 | Viaduc Vila Pouca de Aguiar          | 130      | 1349  | Pont en béton précontraint                                                       | A24 Autoestrada Estrada europeia 801 IP3                          |      | Vila Pouca de Aguiar 41° 28′ 55,3″ N, 7° 39′ 13,4″ O             | Vila Real               |        |
|                                        | 24 | Pont João-Gomes                      | 125      | 274   | Poutre-caisson Béton précontraint                                                | R101                                                              | 1994 | Funchal 32° 39′ 44,7″ N, 16° 53′ 53,3″ O                         | Madère                  | [ 12 ] |
| Ponte internacional sobre o Rio Águeda | 25 | Pont International sur l'Águeda      | 115      |       | Treillis Acier                                                                   | Águeda                                                            | 2000 | Barca de Alba - La Fregeneda 41° 01′ 31,9″ N, 6° 55′ 47,4″ O     | Guarda Espagne          | [ 13 ] |
| Ponte Pedro e Inês                     | 26 | Pont Pedro et Inês                   | 110      |       | Arc Acier, tablier mixte acier/béton                                             | Pont piétonnier Mondego                                           | 2006 | Coimbra 40° 12′ 04,2″ N, 8° 25′ 37,1″ O                          | Coimbra                 |        |
| Ponte dos Socorridos                   | 27 | Pont des Socorridos                  | 106      | 331   | Extradossé Tablier caisson béton, piles, pylônes et haubans béton                | R101                                                              | 1993 | Câmara de Lobos 32° 39′ 17,1″ N, 16° 57′ 52,9″ O                 | Madère                  |        |
|                                        | 28 | Ponte Balsemão                       | 100      | 460   | Poutre-caisson Béton précontraint                                                |                                                                   | 1998 |                                                                  |                         |        |